# クワイエットアワー

イギリスの銀行HSBCで行われているQuiet hours。月曜日から金曜日まで、毎日14:00から15:00の間

クワイエット・アワー(英: Quiet hours)とは、スーパーマーケットやショッピングモールなどの施設の運営において、定期的に施設内のBGMやアナウンス、照明、レジの動作音(スキャン音)など刺激になるものを消す、もしくは弱める時間を設ける試みのことである。
こうした施設は騒々しく、感覚過敏を持つ発達障害者などの人々を遠ざけてしまい、結果的に社会的排除につながってしまっている。
そうした人々にとって、クワイエット・アワーは施設へのアクセシビリティを改善し、社会全体のダイバーシティ(多様性)を促進すると考えられている。
クワイエット・アワーは新しい施策であり、意味的に世間的な合意が形成された日本語訳はまだ存在していないが、Quietという英単語は「静かな」、という意味以外に「穏やかな」、「平穏な」、といった意味を持ち、ただ音をなくしたり小さくするだけでなく光や匂い、触覚などの五感を刺激するもの全般を低減することを意味している。また感覚過敏の人だけでなく感覚鈍麻を持つ人もいるため、包括的な視点が求められる。そのためこうした感覚の問題に対処する施策、姿勢をセンサリーフレンドリー(英: Sensory friendly)と呼び、クワイエット・アワーはその一環とみなされている。

## 概要
クワイエット・アワーは2017年にイギリスやオーストラリアのスーパーマーケットで初めて試みられ、成功を収めたことで新たなバリアフリー策として注目を集めている。
その後銀行や映画館などの施設にも導入され、フランスやアメリカにも広がっている。
自閉症やADHDなどの発達障害、感覚過敏(聴覚過敏、光過敏性発作)、アルツハイマーなどの認知症、心的外傷後ストレス障害、パニック障害、偏頭痛患者などの人々は外部からの刺激に敏感でうろたえたり興奮してしまいやすい。
こうした障害は見えない障害と言われ、社会的サポートが充実しているとはいえず、こうした人々はショッピングモールなどへのアクセスを意図されずとも制限されてしまっている状態にある。
自閉症の子供を持つ親は「もっと静かで穏やかな場所なら家族みんなで出かけられるのに」という。
障がい者支援団体からの支持は強く、自閉症者団体であるthe National Autistic Societyはクワイエット・アワーのことをAutism Hour(オーティズム・アワー(自閉症者の時間))とも呼称し、幅広い施設への導入を求めている。

スーパーマーケットやショッピングモールだけでなく、動物園や水族館、博物館、映画館、劇場などの施設での導入も試みられているほか、センサリールームなどと称するスペースを設ける例もある。
これは激しい騒音を防ぐように防音設計された休憩室や、スタジアムでのスポーツ観戦のための同様の観覧室といったものである。

## 日本での実施
日本では新百合ヶ丘のイオンモールが初めて行った。
その後もドラッグストアや水族館など、徐々に広がりを見せている。
ツルハドラッグでは2022年現在全国23店舗で実施されている。
2022年に公益社団法人相模原青年会議所の呼びかけにより相模原市内のディスカウントストア、家電量販店、ショッピングモール、スーパー、書店等市内１９店舗で実施された。
国は障がい者白書において障がい者団体と協働で一般国民向けにセミナーを開催しているが、そのなかでクワイエット・アワーが取り上げられている。
自治体では宮城県や埼玉県、川崎市などで周知、支援する動きがある。

## 課題
実施に関してはお客やテナントの理解や協力が不可欠であり、またクワイエット・アワーへの切り替えのために管理設備やオペレーションも必要となる。